# Chirana
Chirana var en personlig slav (kalfa) och gunstling till Nurbanu Sultan, och spelade en viktig roll under dennas tid som sultanmoder 1574–1583. 
Hon var personlig slav (kalfa) till sultanmodern, och spelade en viktig roll som sultanmoderns favorit och gunstling. Det finns mycket lite personlig information om Chirana. Hon är främst känd för den politiska roll hon spelade i sin egenskap av agent. 
Nurbanu Sultan deltog aktivt i politiken och influerade sin son sultanen i hans politik. Sultanmodern har sagts vara av venetianskt ursprung, och drev en pro-venetiansk politik. Hon ska ha haft kontakt med republiken Venedig genom Chirana, som var venetiansk spion och regelbundet tog emot mutor från Tiomannarådet, med vilka hon brevväxlade genom sin egen agenti.  Chirana bekräftas ha tagit emot mutor i form av både pengar och andra materiella gåvor från Venedig under hela den period hon bekräftas ha varit i Nurbanus tjänst, och spelade som sådan en viktig politisk roll vid hovet.